# Vespadelus pumilus
Vespadelus pumilus (Gray, 1841) è un pipistrello della famiglia dei Vespertilionidi diffuso in Australia.

## Descrizione

### Dimensioni
Pipistrello di piccole dimensioni, con la lunghezza della testa e del corpo tra 35 e 44 mm, la lunghezza dell'avambraccio tra 28,1 e 32,9 mm, la lunghezza della coda tra 28 e 34 mm, la lunghezza del piede tra 4,2 e 6,1 mm, la lunghezza delle orecchie tra 9 e 12 mm e un peso fino a 6 g.

### Aspetto
La pelliccia è lunga e lanuginosa. Le parti dorsali sono bruno-nerastre, mentre le parti ventrali sono marroni. Le orecchie sono bruno-nerastre, corte, triangolari e ben separate tra loro. Le membrane alari sono nerastre. La coda è lunga e inclusa completamente nell'ampio uropatagio, il quale è ricoperto di peli.

### Ecolocazione
Emette ultrasuoni ad alto ciclo di lavoro sotto forma di impulsi di breve durata con frequenza modulata finale di 50,5–58 kHz.

## Biologia

### Comportamento
Si rifugia nelle cavità degli alberi.

### Alimentazione
Si nutre di insetti.

### Riproduzione
Le femmine danno alla luce un piccolo alla volta.

## Distribuzione e habitat
Questa specie è diffusa in tre zone separate del Queensland orientale, tra il tavoliere di Atherton e Newcastle, nel Nuovo Galles del Sud nord-orientale e sull'isola di Lord Howe.
Vive nelle foreste umide.

## Conservazione
La IUCN Red List, considerato il vasto areale, la popolazione probabilmente numerosa e la presenza in diverse aree protette, classifica V.pumilus come specie a rischio minimo (Least Concern)).